# Rhyacophila shenandoahensis
Rhyacophila shenandoahensis là một loài Trichoptera trong họ Rhyacophilidae. Chúng phân bố ở miền Tân bắc.